# Polyardis micromyoides
Polyardis micromyoides är en tvåvingeart som beskrevs av Jaschhof 1997. Polyardis micromyoides ingår i släktet Polyardis och familjen gallmyggor. Inga underarter finns listade i Catalogue of Life.